# Lukas Avendaño
Lukas Avendaño (Oaxaca, 1977) es un artista de performance y antropólogo mexicano, que se asume como muxe. Su obra se caracteriza por la exploración de la identidad sexual, étnica y de género.

## Biografía

### Formación
Lukas Avendaño estudió antropología en la Universidad Veracruzana, en Xalapa. También se formó como coreógrafo y bailarín.

### Trayectoria artística
En abril de 2021, Avendaño recibió un reconocimiento por 'trayectoria artística' por parte de la compañía Barro Rojo, dirigida por Laura Rocha. Lukas Avendaño dedicó el premio "a los sin nombre".

## Obra artística
La obra performática de Avendaño es un ensayo antropológico, pues explora sus vivencias, la identidad de los muxes y los roles de género. Asimismo incorpora, dentro de su obra, sus conocimientos de la danza y del entorno istmeño de donde es originario.

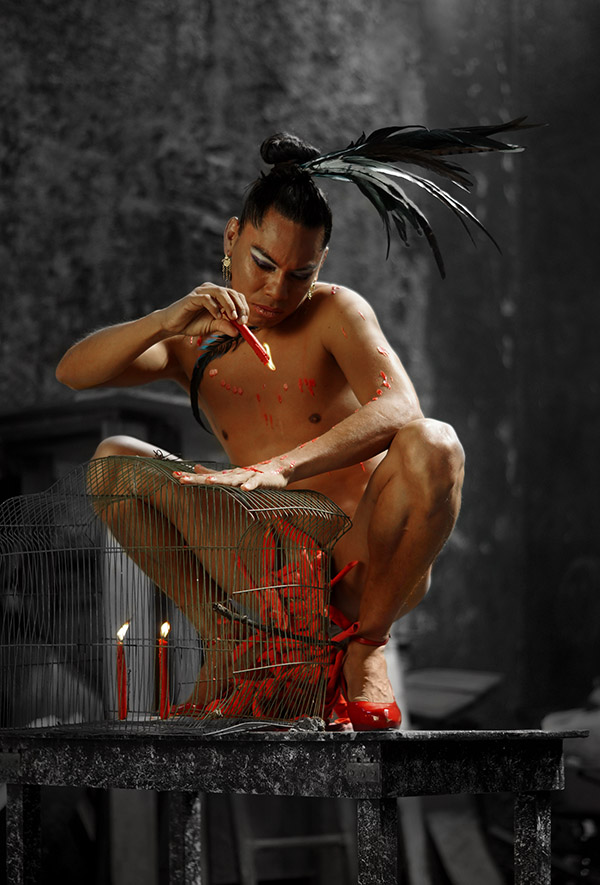
Lukas Avendaño

La experiencia como muxe caracteriza la obra de Avendaño, y a partir de su identidad ha realizado exploraciones de lo que caracteriza a la 'muxeidad', que el describe como "un hecho social total" que viven hombres nacidos así biológicamente, pero que poseen un papel social no masculino. En la sociedad zapoteca Be’ena’ Za’a, el muxe es un tercer género que asume ciertos roles tradicionalmente considerados femeninos.
Avendaño explora este fenómeno en su obra, problematizando la estructura de los roles fijos que se le asignan a las mujeres y a los hombres, y realiza una crítica al ser muxe desde su propia práctica. Esto lo aborda en su pieza performática Réquiem para un alcaraván (2012), en la que explora las contradicciones de la muxeidad en la cultura zapoteca. Como él mismo señala:

Hay mucha gente que ha pasado por situaciones muy desagradables, hay personas que han sido tratadas con una gran inhumanidad y que vivieron la vida sin poder ser. Cuando yo trato de decir de qué se trata «Réquiem para un alcaraván», yo digo que es un ritual de desagravio para los putos del mundo, esos que no pudieron vivir en la plenitud que hubiesen deseado, esos que hoy no pueden vivir en la plenitud que desearían, esos que vivirán y -ojalá las cosas sean diferentes- puedan vivir con esa plenitud de ser lo que quieren ser.

Lukas también usa el carácter erótico del cuerpo, pero en un sentido político, pues mezcla su condición de indígena y homosexual, llegando a un "eros político".

### Buscando a Bruno
El 10 de mayo de 2018, Bruno Alonso Avendaño Martínez, hermano de Lukas, desapareció. Tenía 35 años y su familia comenzó la búsqueda de forma inmediata, haciendo la denuncia por desaparición el día siguiente. Ante la ineficacia de las autoridades, la búsqueda de Bruno continuó por parte de los familiares. Lukas Avendaño, a su vez, realizó una pieza de performance titulada Buscando a Bruno. Ésta fue presentada en el consulado mexicano de Barcelona, el 21 de junio de 2018, ya que estaba realizando una residencia artística en esa ciudad. En la primera parte del performance Avendaño le entregó una carta formal al cónsul de México donde explica la desaparición de su hermano y solicita al gobierno de México que lo encuentre. Durante dicho encuentro, Avendaño vestía una falda y un chal negro, y llevaba consigo una foto de su hermano. De esta forma, consiguió la atención de la prensa internacional. En la segunda parte del performance, afuera del consulado, se colocaron dos sillas, en una de las cuales Avendaño se sienta, mientras que la otra se encuentra vacía, representando la ausencia de alguien. Pero esa ausencia es ocupada por personas, ya sea compañeros o espectadores que se visten como él, con una falda, enagua, diadema y un holán que el mismo artista les proporciona, y en un gesto de solidaridad se toman la mano con el artista, recreando el cuadro de Las dos Fridas de Frida Kahlo.
Avendaño usó la proyección internacional que tenía para llamar la atención sobre la desaparición de Bruno. Como él mismo señala:

La única ventaja que tiene Bruno es que yo soy su hermano. Yo tengo visibilidad internacional, puedo hablar con periodistas… mi mamá y mis hermanos, que vienen de tradición campesina, no podrían hacer nada. Yo tengo el arte, con el que quiero pensar que puedo convertir la impotencia y la vulnerabilidad en una experiencia alegre. Quiero pensar que puedo hacerlo. Y lo voy a hacer. No quiero aparecer como una víctima, porque cuando eso pasa las estructuras de poder se alegran, porque te derrotaron. Que las pasiones tristes aniden en el corazón hace que cambie tu semblante y yo no quiero eso, ni para mí ni para mi familia.
Lukas Avendaño

Desde que desapareció su hermano, le dedica sus actuaciones a él. En 2019, Avendaño realizó un documental titulado La utopía de la mariposa, en el cual narra la travesía de la búsqueda de su hermano. El documental ganó el premio del público en la segunda edición del Festival de Cine Independiente de la Ciudad de México y también se presentó en el Festival Internacional de Cine de Morelia.
El 3 de diciembre de 2020, se dio a conocer que Bruno Avendaño fue encontrado sin vida en una fosa clandestina el 12 de noviembre por autoridades de Oaxaca, en los límites de los municipios de Salina Cruz y Tehuantepec. En su página de Facebook, Lukas Avendaño escribió:
Y en esa sucesión de actos de justicia, en este momento lo menos que puedo hacer es a nombre de nuestra familia, de mi persona y sobre todo a nombre de Bruno que les estamos profundamente agradecidas por traérnoslo de regreso a casa, a Bruno nos lo han traído todas ustedes con sus pensamientos, sus cadenas de oraciones, sus búsquedas, sus reclamos y exigencias de justicia.

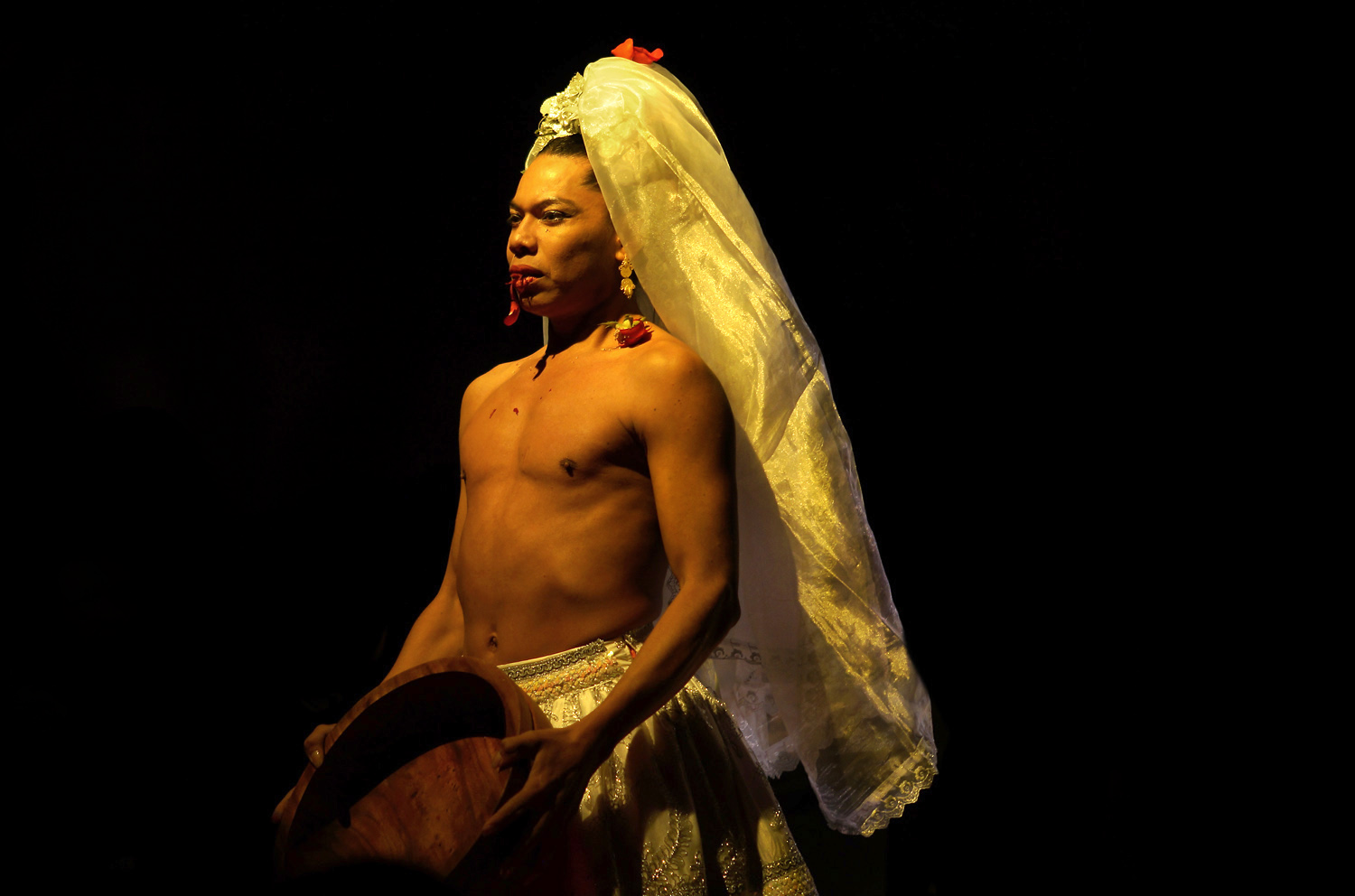
Lukas Avendaño en un performance.

### Lista de performances
- El Corral, 2003[17]
- Madame Gabia, 2005
- Séptimo Día
- Viento del Sur, 2010
- Cuarto creciente, 2010
- Réquiem para un alcaraván, 2012[3]
- No soy Hombre, soy Mariposa, 2014
- Hómine , 2015[18]
- Buscando a Bruno, 2018